# Ance (Loire)
Die Ance ist ein Fluss in der französischen Region Auvergne-Rhône-Alpes. Sie entspringt in den Monts du Forez, im Regionalen Naturpark Livradois-Forez (französisch Parc naturel régional Livradois-Forez), in einer Höhe von 1304 Meter durch den Zusammenfluss mehrerer Quellbäche. Sie verläuft zuerst Richtung Süden, wendet später nach Ost und mündet nach rund 77 Kilometer bei Bas-en-Basset als linker Nebenfluss in die Loire. 

Achtung: Nicht zu verwechseln mit dem gleichnamigen Fluss Ance, der in den Allier entwässert!

## Durchquerte Départements
Auf ihrem Weg durchquert die Ance die Départements
- Puy-de-Dôme
- Haute-Loire

und bildet über eine lange Strecke die Grenze zum Département
- Loire

## Orte am Fluss
- Saint-Anthème
- Saint-Clément-de-Valorgue
- Saillant
- Saint-Julien-d’Ance
- Saint-André-de-Chalencon